# Lingig
Lingig ([ˈliŋiɡ] en cebuano) es un municipio filipino de segunda categoría, situado en la parte nordeste de la isla de Mindanao. Forma parte de  la provincia de Surigao del Sur situada en la Región Administrativa de Caraga, también denominada Región XIII. Para las elecciones está encuadrado en el segundo distrito electoral.

## Geografía
Se trata del municipio más meridional de esta provincia, 120 km al sur  de la ciudad de Tandag, su capital.
Su término linda al norte con el de  Bislig; al sur con la provincia de Dávao Oriental; al este con el  mar de Filipinas; y al oeste con la vecina provincia de Agusán del Sur, municipios de  Rosario, Bunaguán y Trento.

### Barrios
El municipio  de Lingig se divide, a los efectos administrativos, en 18 barangayes o barrios, conforme a la siguiente relación:
| - Anibongán - Barcelona - Bogak - Bongán | - Handamayán - Mahayahay - Mandús - Mansailao | - Pagtilaán - Palo Alto - Población - Rajah Cabungso-án - Sabang | - Salvación - San Roque - Tagpoporán - Unión - Valencia |

### Demografía
Según datos del censo de 2000 este municipio contaba con una población de 26,487 personas que ocupaban 4,954 hogares.
S00300, carretera de Surigao a Dávao por la costa (Surigao-Davao Coastal Rd) entre las localidades de Bislig, al norte  y Boston, al sur.   Esta carretera atraviesa los barrios de Mahayahay (PK.1475), Anibongán, Población, Sabang, Bogak, Unión,  Pagtilaán y San Roque (PK.1511).

## Historia
El actual territorio de la provincia de Surigao del Sur  fue parte de la provincia de Caraga durante la mayor parte de la Capitanía General de Filipinas (1520-1898).

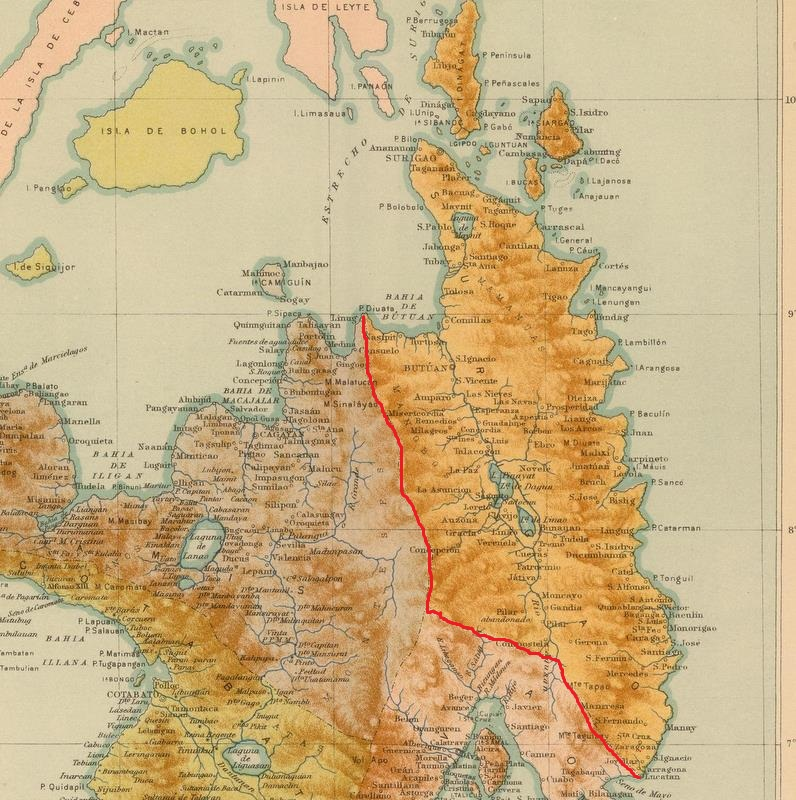
Provincia de Surigao en 1899

A principios del siglo XX la isla de Mindanao se hallaba dividida en siete distritos o provincias.
El distrito 3º de Surigao, llamado hasta 1858  provincia de Caraga, tenía por capital el pueblo de Surigao e incluía la  Comandancia de Butuan.
Uno de sus pueblos era Bislig que entonces contaba con 7.217, con las visitas de Jinatúan, San Juan, Malixi, Lingig, Loyola, San José, El Bruch y Carpineto.
San José hoy es uno de los barrios de Bislig.
Durante la ocupación estadounidense de Filipinas  fue creada la provincia de Surigao que contaba con  14  municipios, Lingig no figuraba en la relación.
El 18 de septiembre de 1960 la provincia de Surigao fue dividida en dos: Surigao del Norte y Surigao del Sur.